# Traminda ledereri
Traminda ledereri là một loài bướm đêm trong họ Geometridae.